# Panorama de la Crucifixion du Christ à Altötting
Le Panorama de la Crucifixion du Christ à Altötting désigne une peinture panoramique du peintre Gebhard Fugel et la rotonde qui l’héberge, situé à Altötting en Bavière

## Histoire
Le panorama (la rotonde et la peinture) est le seul panorama religieux conservé sous sa forme originale en Europe. Il est sous la protection des biens culturels des Nations unies et des monuments de l'État libre de Bavière.
Créé sous la direction du peintre Gebhard Fugel avec l'architecte Georg Völkel et le peintre d'architecture Karl Nadler, il est inauguré le 18 juillet 1903.
La peinture panoramique veut convaincre de la vérité historique de son sujet. Les artistes se sont efforcés de reconstituer fidèlement les sources. Ils utilisent les descriptions des Évangiles et celles de l'historien Flavius Josèphe. Le peintre Josef Krieger, l'un des collaborateurs de Fugel, s'est rendu en Terre Sainte en 1902 pour mener des études topographiques.

## La rotonde
La rotonde d'Altötting a une hauteur de 15 mètres et un diamètre de 30 mètres. Le bâtiment est conçu comme une structure à colombages avec un mât central. Il est construit en briques plâtrés à l'extérieur, le toit en bois est soutenu par la colonne centrale et une verrière circulaire est intégrée à la surface du toit.

## La peinture panoramique
Le tableau mesure 12 mètres de haut et 95 mètres de circonférence pour une surface peinte de 1200 m². Les visiteurs du panorama peuvent se déplacer librement sur un plateforme. La visite audio, lue par Gustl Weishappel, dure environ 20 minutes, Elle est diffusée par quatre haut-parleurs et est renforcée par des éclairages directionnels.
Le panorama d'Altötting place le spectateur en observateur de la ville de Jérusalem pendant la crucifixion du Christ. La vue panoramique présente la ville-temple de l'ancienne Jérusalem entourée d'un mur de château. Le Khamsin s'étend sur la ville, annonçant un changement des conditions météorologiques. La vue tombe sur le prétoire, où  Ponce Pilate, exerce ses fonctions de préfet de la province de Judée, le lieu de réunion du Haut Conseil et  la maison de la dernière Cène dans le haut de la ville. Au-delà des murs, le regard du spectateur s'égare vers la Terre Sainte et la route de Bethléem. A bonne distance, dans le jardin de la villa de Joseph d'Arimathie, quelques disciples assistent avec des yeux anxieux à l'exécution sur le Mont Golgotha. La pièce maîtresse est la représentation de la crucifixion. Un groupe de femmes se tient debout sur le plateau rocheux : Marie, la mère de Jésus, Marie de Magdala, Suzanne et Jeanne.